# Anodonthyla moramora
Espèce
Statut de conservation UICN

 EN B1ab(iii) : En danger
Anodonthyla moramora est une espèce d'amphibiens de la famille des Microhylidae.

## Répartition
Cette espèce est endémique du Sud-Est de Madagascar. Elle ne se rencontre que dans la région de Ranomafama, entre 550 et 1 000 m d'altitude,.

## Description
Anodonthyla moramora mesure de 15 à 16,5 mm. Son dos varie du beige clair ou brun vert avec trois ou quatre taches symétriques brun foncé. Son ventre varie du vert olive au gris clair, sa poitrine est gris foncé ; l'ensemble du ventre peut être tacheté de points blanchâtres.

## Étymologie
Son nom d'espèce, du malgache mora mora, « lent, calme », lui a été donné en référence à la lente fréquence de répétition de son chant.

## Publication originale
- Glaw & Vences, 2005 : A new arboreal microhylid frog of the genus Anodonthyla from south-eastern Madagascar (Amphibia, Microhylidae). Spixiana, vol. 28, no 2, p. 181-189 (texte intégral).